# Programme de physique avancée des propulseurs
Le Programme de physique avancée des propulseurs (Breakthrough Propulsion Physics Program, BPP) est un programme de recherche financé par la NASA, de 1996 à 2002, avec l'objectif d'étudier différentes méthodes révolutionnaires de propulsion des vaisseaux spatiaux, dont la réalisation aurait exigé des percées en physique, d'où le nom du programme. Des propositions spécifiques formulées sous l'égide du BPP comprenaient : 
- la propulsion diamétrique,
- la propulsion disjonctive,
- la propulsion intense,
- la propulsion biaise,
- la propulsion d'Alcubierre,
- l'EmDrive,
- et la voile différentielle.

## Propulsiondiamétrique
La propulsion diamétrique était une proposition spéculative d'un moteur qui créerait un champ gravitationnel non-conservatif à boucle non-zéro. Il avait été avancé que dans de telles circonstances, le côté du champ qui crée le plus de force sur l'engin spatial accélérerait l'engin dans la direction de la force.
Une des idées pour réaliser ce concept nécessitait des particules hypothétiques avec une masse négative proposées par Robert Forward et Jamie Woodward. Si l'on était en mesure de construire un bloc de masse négative et de le relier ensuite à une masse positive, la masse négative tomberait vers la masse positive, comme n'importe quelle masse sur n'importe quelle autre. D'autre part, la masse négative générerait une gravité négative, et ainsi, la masse positive (le vaisseau spatial lui-même, généralement) tomberait à l'écart de la masse négative. À la condition d'un assemblage convenable, la distance entre les deux ne diminuerait pas, alors qu'ils continueraient sans cesse d'accélérer. Cependant, la gravité positive et négative sur un seul vaisseau spatial résulterait en un équilibrage des forces par l'intermédiaire de sa structure, et ne produirait aucune accélération.
De surcroît, on supposait possible l'apparition de problèmes de stabilité.

## Propulsiondisjonctive
Selon le résumé des idées de propositions spéculatives sur la propulsion de la NASA, « ce concept envisage la possibilité que les sources d'un champ et ce qui y réagit (réactant) peuvent être séparés. En les déplaçant dans l'espace, le réactant est déplacé en un point où le champ forme une pente, produisant ainsi des forces réactives entre la source et le réactant. Bien qu'il existe des preuves fortes suggérant que la source, le réactant et les propriétés de la masse inertielle sont inséparables, toute preuve future du contraire aurait une implication révolutionnaire sur cette application en vue de la propulsion ».

## Propulsionintenseet propulsionbiaise
Une méthode proposée pour parvenir à une propulsion diamétrique, ou peut-être une propulsion par disjonction, qui était présentée comme ayant été étudiée dans les BPP s'appelait la propulsion intense.
Sa description faisait appel à un hypothétique champ disjoint, qui, affirmait-on, éliminerait la nécessité de générer le champ sur le vaisseau spatial lui-même. Une proposition spécifique pour une telle propulsion intense était présentée sous le nom de propulsion biaise. Selon cette proposition, s'il était possible d'altérer localement la valeur de la constante gravitationnelle G devant et derrière le vaisseau, on pouvait créer une propulsion biaise. Cela peut être utile de souligner ici qu'alors que la constante gravitationnelle est effectivement une constante fondamentale de la théorie standard actuelle de la gravitation, la relativité générale, sa compétitrice la mieux connue, la théorie de la gravitation de Brans-Dicke, permet effectivement, en un certain sens, une variation locale de la constante de la gravitation, aussi la notion d'une constante gravitationnelle variant localement a fait l'objet de très sérieuses discussions dans le monde de la physique reconnue. On a fait observer qu'un des problèmes du concept de la propulsion biaise venait de ce qu'elle pouvait engendrer une singularité dans le gradient du champ, localisée à l'intérieur du vaisseau, mais cette objection paraît aussi spéculative que la proposition elle-même.

## Propulsion Alcubierre
La Propulsion d'Alcubierre, appelée aussi la propulsion par gauchissement, est une proposition, due à l'origine au physicien Miguel Alcubierre, qui consiste en un modèle de déformation d'un espace-temps de Lorentz, avec des propriétés qui rappellent quelque peu la propulsion warp drive fictionnelle de la série de science-fiction Star Trek. Dans la littérature semi-populaire, cette proposition a souvent été décrite comme ayant le statut d'une solution exacte des équations du champ d'Einstein (en), mais cette qualification est largement usurpée. En fait, n'importe quel espace-temps possible constitue une solution exacte, en fonction d'une certaine configuration d'énergie. On a aussi affirmé abusivement que la propulsion d'Alcubierre se fonde sur un effet physique bien établi, l'effet Casimir, qui est compris actuellement en termes de théorie quantique des champs.

## Voile différentielle
La voile différentielle était une autre proposition spéculative, qui faisait appel au champ d'énergie de point zéro. Comme le principe d'incertitude d'Heisenberg exige qu'il n'existe aucune quantité exacte d'énergie localisée exactement, les fluctuations du vide sont connues comme conduisant à des effets discernables tel que l'effet Casimir. La voile différentielle spéculait apparemment sur la possibilité d'utiliser le rayonnement du fond diffus cosmologique pour pousser sur cette sorte de voile.